# Consell intergubernamental de països exportadors de coure
El Consell Intergubernamental de Països Exportadors de Coure (CIPEC) fou fundat l'any 1967 a Lusaka per iniciativa de Xile, primer exportador mundial de coure, i que agrupa a Perú, Zaire i Zàmbia. El seu objectiu era coordinar les polítiques dels països membres amb la finalitat d'optimitzar els ingressos provinents de l'explotació del coure. L'any 1975, es van unir al CIPEC altres quatre països: Austràlia, Indonèsia, Papua Nova Guinea i Iugoslavia; no obstant, va ser dissolt l'any 1988.
En total, el CIPEC representava al voltant del 30% del mercat mundial de coure i més del 50% de les reserves mundials conegudes. L'intent dels seus membres d'aconseguir un increment dels preus va fracassar, especialment durant la crisi de 1975-1976. Aquesta situació va portar un canvi de política per part de Chile ja que va posar fi a l'organització. Diversos experts estimen que el poder de mercat del CIPEC era insignificant, doncs la demanda residual que va enfrontar era molt elàstica (molt major en comparació amb l'Organització de Països Exportadors de Petroli, per exemple). La incapacitat per a reduir la producció durant el període de funcionament del CIPEC sembla validar la hipòtesi.